# Simon Van Booy

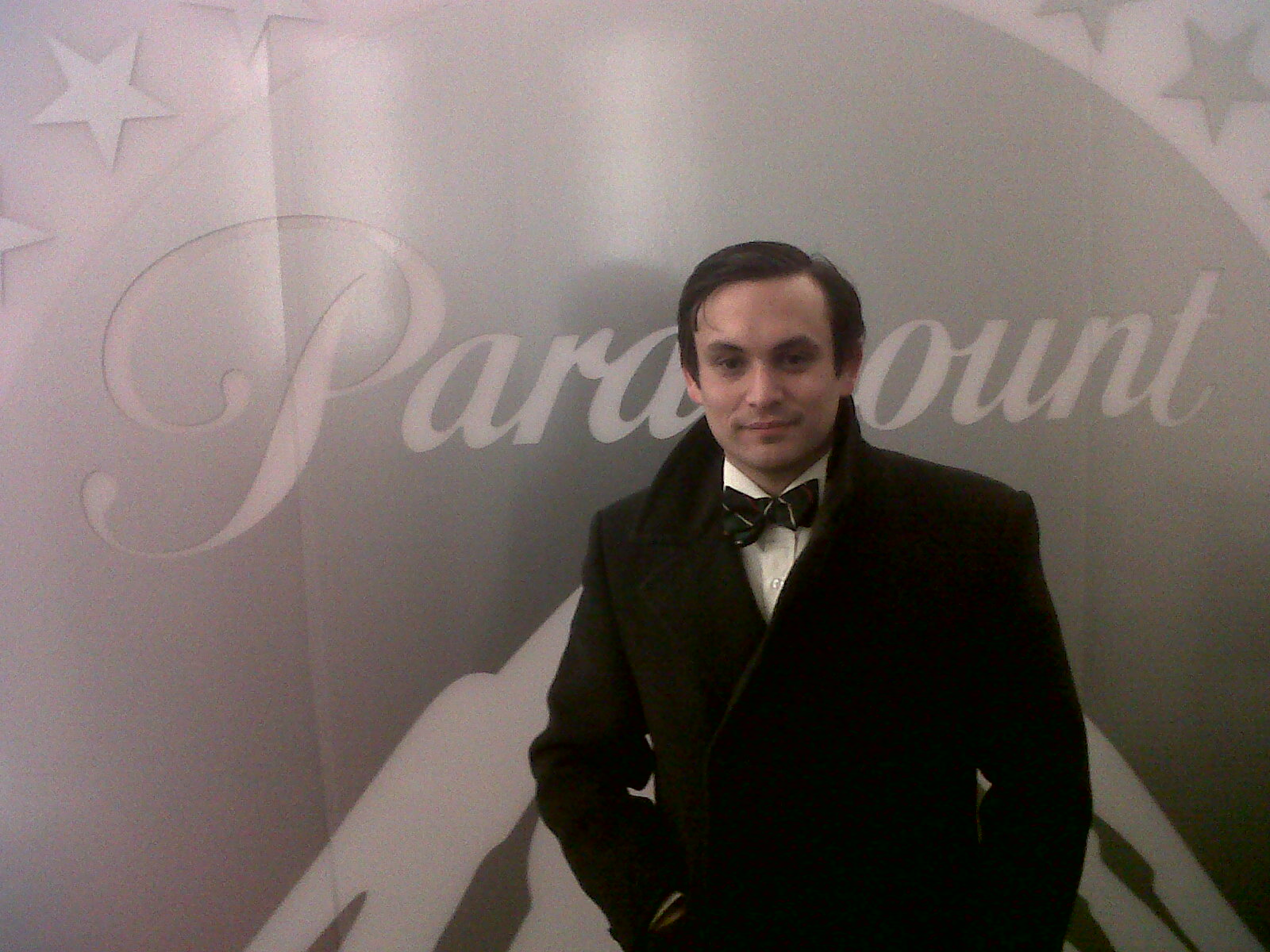
Simon Van Booy

Simon Van Booy (* 1975) ist ein britischer Schriftsteller und Essayist.

## Leben
Simon Van Booy, geboren in London, ist aufgewachsen in Wales. Er lebte unter anderem in Kentucky, Paris und Athen. Derzeit wohnt er mit seiner Frau und Tochter in New York.

Van Booy schreibt Romane, Kurzgeschichten und Philosophiebücher. Seine Essays und Artikel erscheinen unter anderem in den Zeitungen The New York Times, The Daily Telegraph, The Guardian, The Mail und The Times. Außerdem arbeitet er für den Rundfunk und die Bühne. Im Jahr 2011 hat er ein erstes Drehbuch geschrieben.
Neben seiner schriftstellerischen Tätigkeit unterrichtet Van Booy an der School of Visual Arts in New York und engagiert sich im Rutgers Early College Humanities Program. 2013 gründete er die Organisation Writers for Children, die Schreibprojekte von Kindern fördert.

## Veröffentlichungen
Van Booys Texte wurden in fünfzehn Sprachen übersetzt.

Kurzgeschichten
- The Secret Lives of People in Love (2007)
- Love Begins in Winter  (2009)

Philosophische Essays
- Why We Need Love (2011)
- Why Our Decisions Don't Matter (2011)
- Why We Fight (2011)

Romane
- Everything Beautiful Began After (2011)
- The Illusion of Separateness (2012)
  - Die Illusion des Getrenntseins, dt. von Claudia Feldmann; Suhrkamp, Berlin 2014, ISBN 978-3-458-17592-6

Sonstige Publikationen
- Love & The Five Senses (2002)
- Pobble's Way (2010)

## Auszeichnungen
- 2002: H. R. Hays Poetry Prize für Love & The Five Senses
- 2009: Frank O’Connor International Short Story Award für Love Begins in Winter
- 2010: Society of School Librarians International Honor Book Award für Pobble Way